# Vita di una commessa viaggiatrice
Vita di una commessa viaggiatrice (The First Traveling Saleslady) è un film del 1956 diretto da Arthur Lubin.